# Stadio San Pietroburgo
Lo stadio San Pietroburgo (in russo стадион «Санкт-Петербург»?), noto anche come Gazprom Arena (in russo Газпром Арена?) per motivi di sponsorizzazione, è uno stadio di calcio situato nella parte occidentale dell'Isola Krestovskij a San Pietroburgo, Russia.
Ha una capienza di 68 881 posti a sedere e ospita le partite casalinghe dello Zenit San Pietroburgo. Lo stadio è stato utilizzato come sede di alcune partite della Confederations Cup 2017, del campionato mondiale di calcio 2018 ed alcune partite di Euro 2020.
Lo stadio avrebbe dovuto ospitare la finale di UEFA Champions League del 2022 ma, a causa dell'invasione in Ucraina e la conseguente esclusione della Russia dalle competizioni sportive, la sede della finale passò da San Pietroburgo a Parigi.

## Storia
Lo stadio è stato progettato per sostituire il vecchio stadio Petrovskij come sede delle partite dello Zenit San Pietroburgo. Tale necessità è diventata ancora più impellente dopo l'assegnazione alla Russia del campionato mondiale di calcio 2018.
Il progetto è stato curato dall'architetto giapponese Kishō Kurokawa, già progettista dello stadio Toyota di Toyota, in Giappone. Lo stadio San Pietroburgo sorge sullo stesso luogo dello stadio Kirov, demolito nel 2006.
L'inaugurazione dell'impianto è avvenuta il 27 ottobre 2016. Però in novembre una commissione tecnica della FIFA scoprì che il campo retrattile non era stabile, causando vibrazioni non accettabili. Il Primo Ministro Russo Vitaly Mutko dichiarò che sarebbero state trovate delle soluzioni.
Il nome dello stadio non è stato deciso ufficialmente. Nel luglio del 2009 il presidente dello Zenit San Pietroburgo ha annunciato che lo stadio si sarebbe chiamato Zenit Arena. Nel settembre 2009, il presidente del consiglio d'amministrazione della società petrolifera Gazprom ha detto ai giornalisti che lo stadio si sarebbe chiamato Gazprom Arena.

## FIFA Confederations Cup 2017
| Data           | Ora (CET) | Squadra #1    | Ris.  | Squadra #2    | Fase del torneo            | Spettatori |
| -------------- | --------- | ------------- | ----- | ------------- | -------------------------- | ---------- |
| 17 giugno 2017 | 18:00     | Russia        | 2 - 0 | Nuova Zelanda | Girone A (gara inaugurale) | 50 251     |
| 22 giugno 2017 | 18:00     | Camerun       | 1 - 1 | Australia     | Girone B                   | 35 021     |
| 24 giugno 2017 | 18:00     | Nuova Zelanda | 0 - 4 | Portogallo    | Girone A                   | 56 290     |
| 2 luglio 2017  | 21:00     | Cile          | 0 - 1 | Germania      | Finale                     | 57 268     |

## Campionato mondiale 2018
| Data           | Ora   | Squadra #1 | Ris.  | Squadra #2  | Fase del torneo           | Spettatori |
| -------------- | ----- | ---------- | ----- | ----------- | ------------------------- | ---------- |
| 15 giugno 2018 | 18:00 | Marocco    | 0 - 1 | Iran        | Girone B                  | 62 548     |
| 19 giugno 2018 | 21:00 | Russia     | 3 - 1 | Egitto      | Girone A                  | 64 468     |
| 22 giugno 2018 | 15:00 | Brasile    | 2 - 0 | Costa Rica  | Girone E                  | 64 468     |
| 26 giugno 2018 | 21:00 | Nigeria    | 1 - 2 | Argentina   | Girone D                  | 64 468     |
| 3 luglio 2018  | 17:00 | Svezia     | 1 - 0 | Svizzera    | Ottavi di finale          | 64 042     |
| 10 luglio 2018 | 21:00 | Francia    | 1 - 0 | Belgio      | Semifinali                | 64 286     |
| 14 luglio 2018 | 17:00 | Belgio     | 2 - 0 | Inghilterra | Finale per il terzo posto | 64 406     |

## Campionato europeo 2020
| Data           | Ora   | Squadra #1 | Ris.          | Squadra #2 | Fase del torneo  | Spettatori |
| -------------- | ----- | ---------- | ------------- | ---------- | ---------------- | ---------- |
| 12 giugno 2021 | 21:00 | Belgio     | 3-0           | Russia     | Gruppo B         | 26 264     |
| 14 giugno 2021 | 18:00 | Polonia    | 1-2           | Slovacchia | Gruppo E         | 12 862     |
| 16 giugno 2021 | 15:00 | Finlandia  | 0-1           | Russia     | Gruppo B         | 24 540     |
| 18 giugno 2021 | 15:00 | Svezia     | 1-0           | Slovacchia | Gruppo E         | 11 525     |
| 21 giugno 2021 | 21:00 | Finlandia  | 0-2           | Belgio     | Gruppo B         | 18 545     |
| 23 giugno 2021 | 18:00 | Svezia     | 3-2           | Polonia    | Gruppo E         | 14 252     |
| 2 luglio 2021  | 18:00 | Svizzera   | 1-1 (1-3 dcr) | Spagna     | Quarti di finale | 24 764     |

## Galleria d'immagini

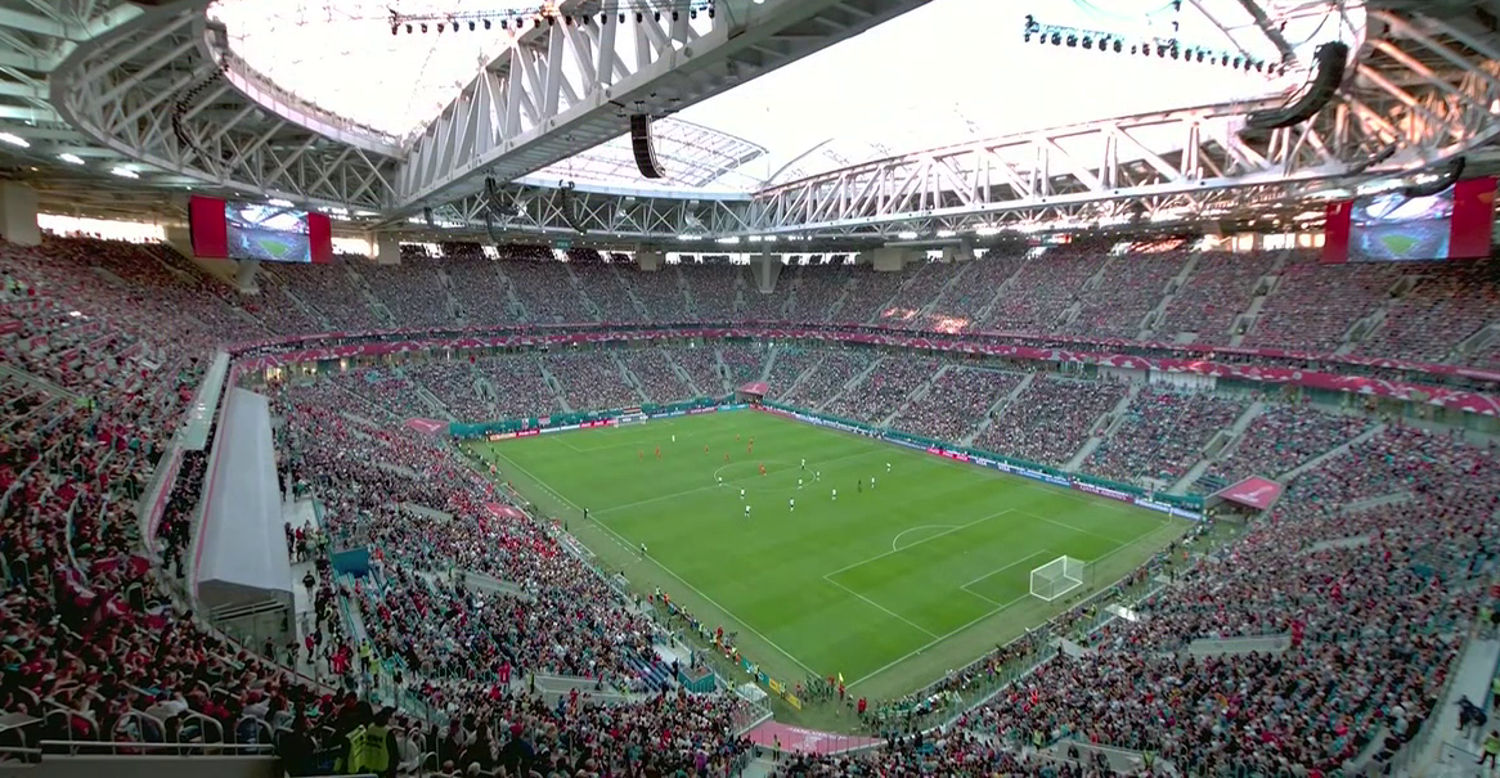
Interni dello stadio in occasione della FIFA Confederations Cup 2017.
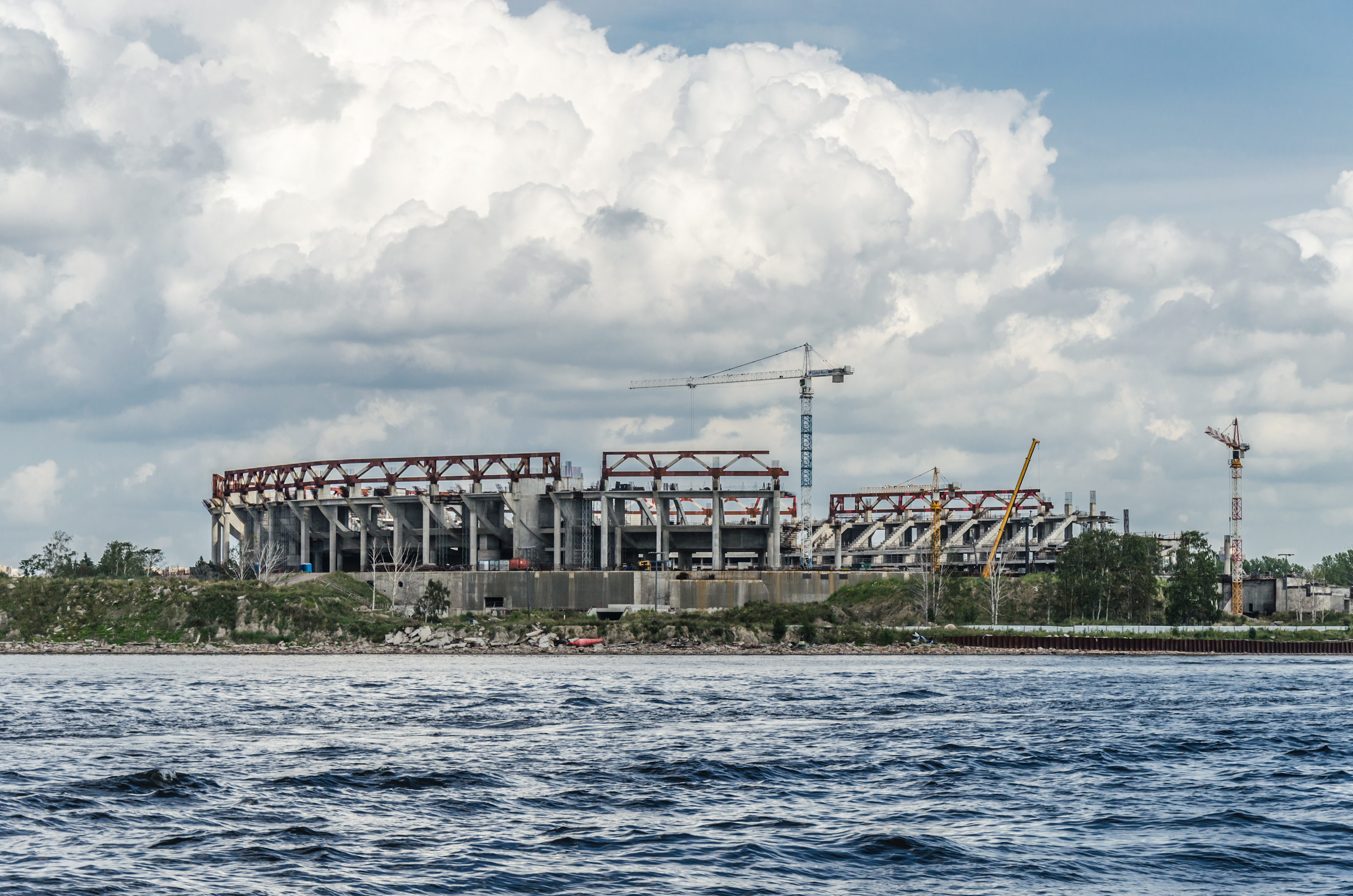
Come si presentava il cantiere nel 2012.
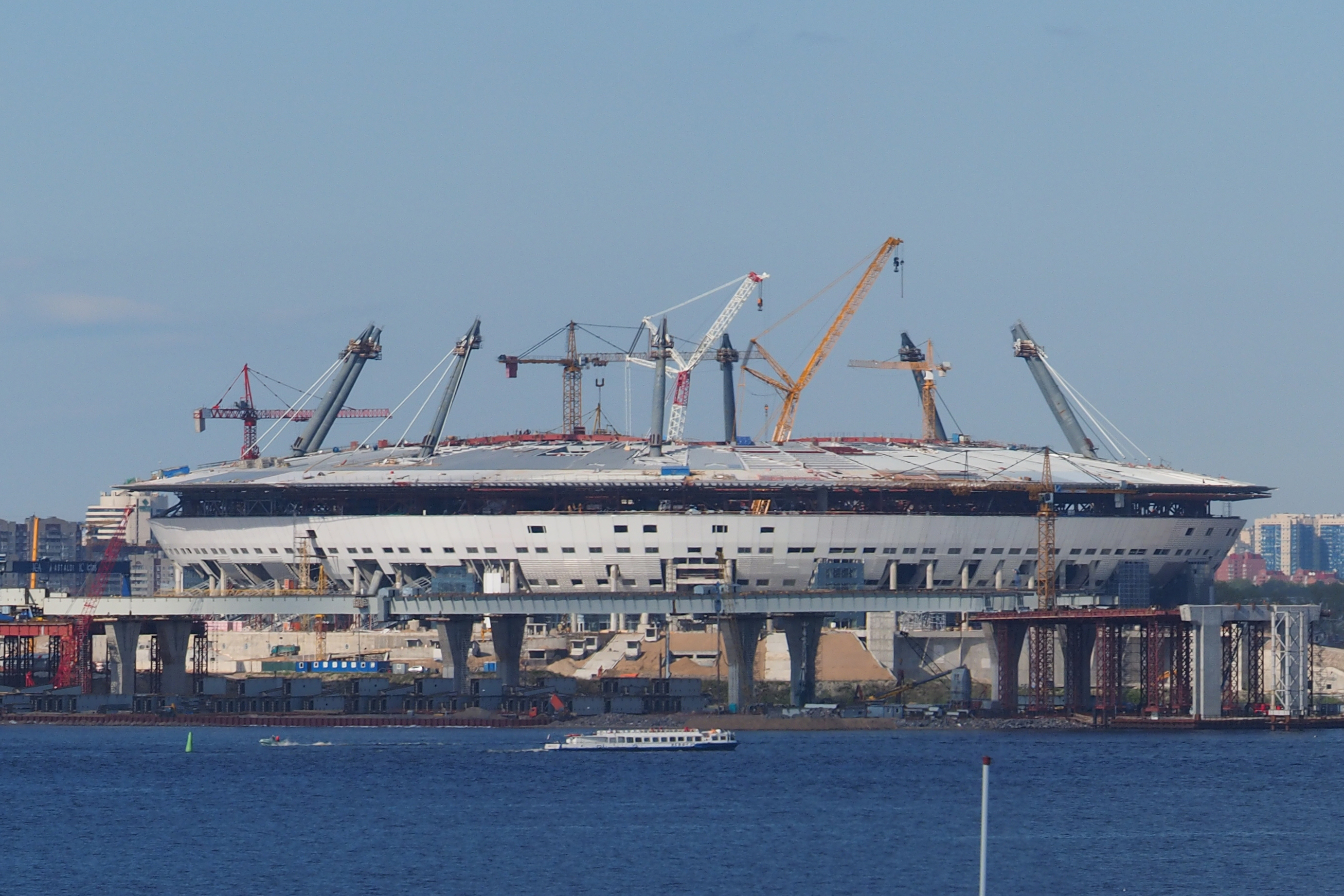
Come si presentava il cantiere nel maggio del 2015.
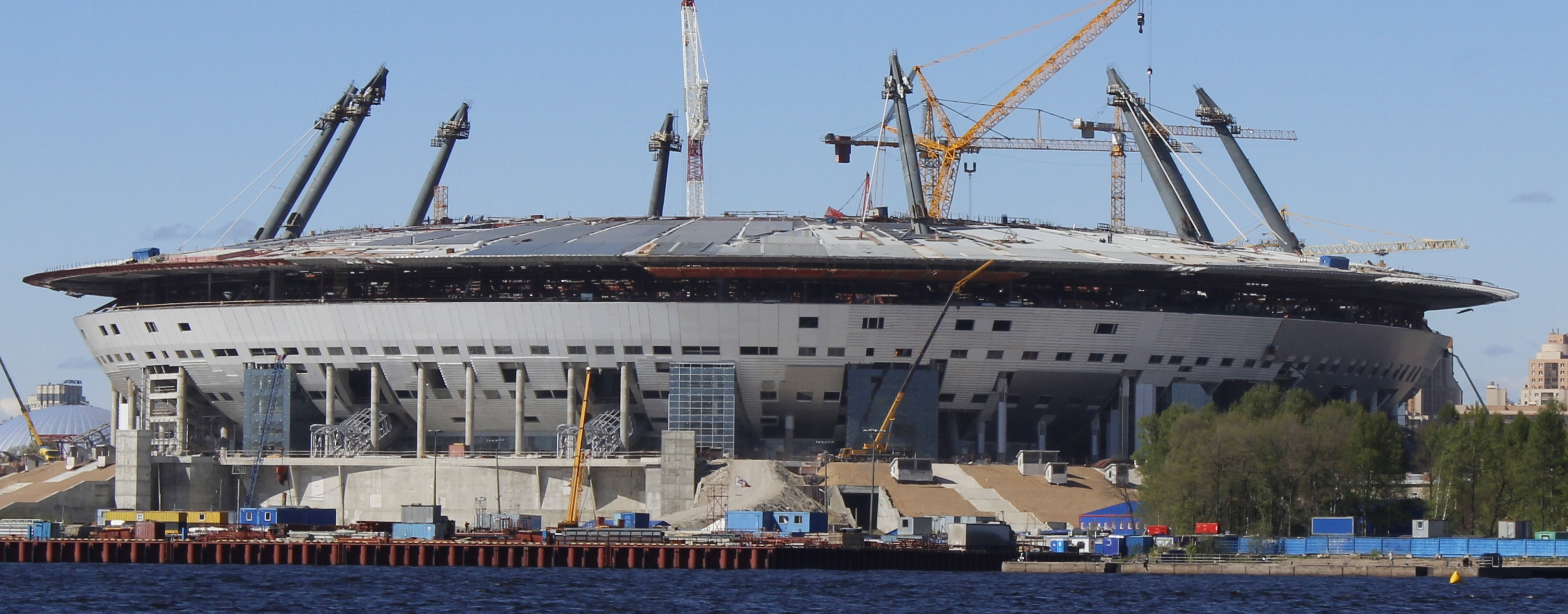
Come si presentava il cantiere nel giugno del 2015.
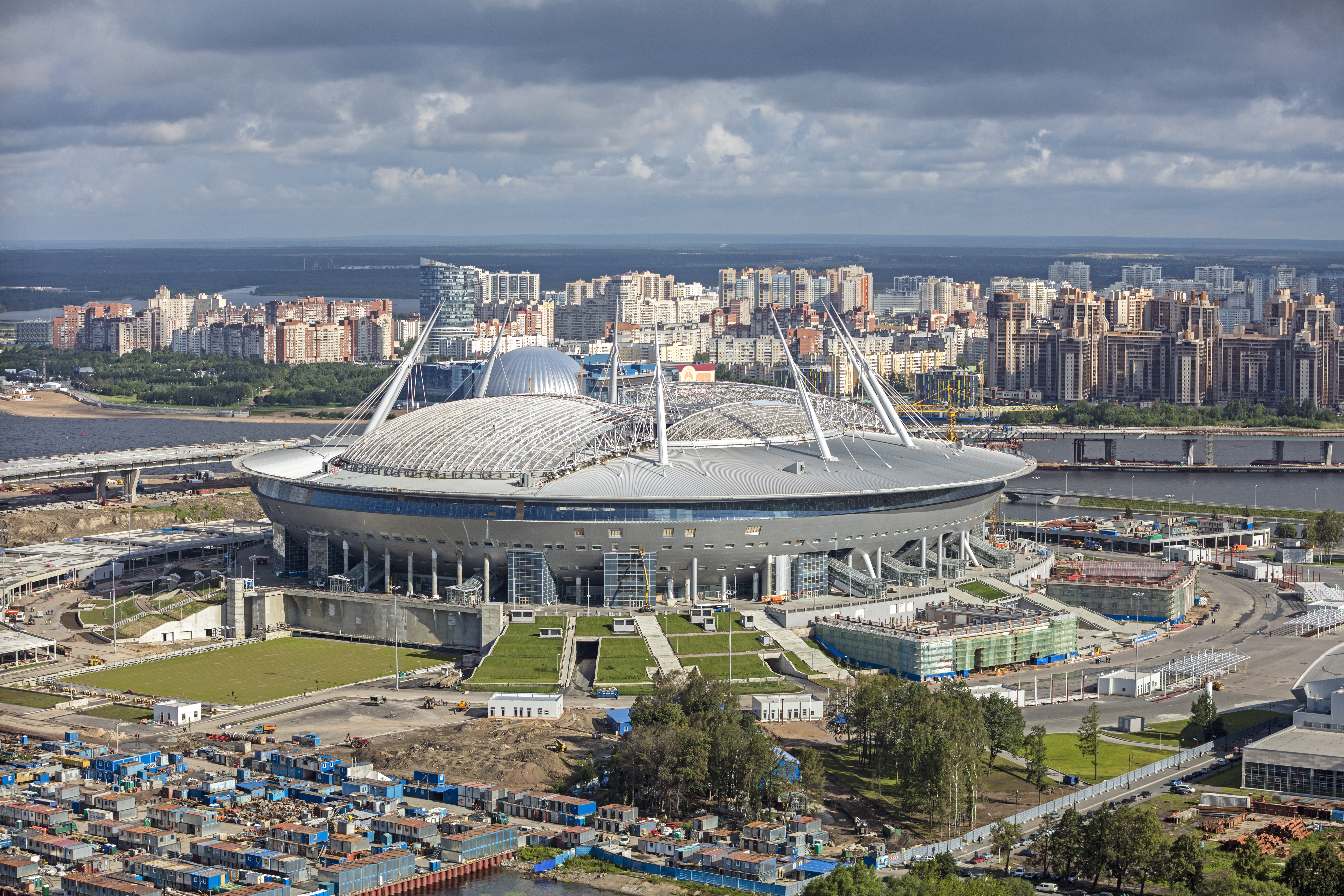
Come si presentava il cantiere nel luglio del 2016.
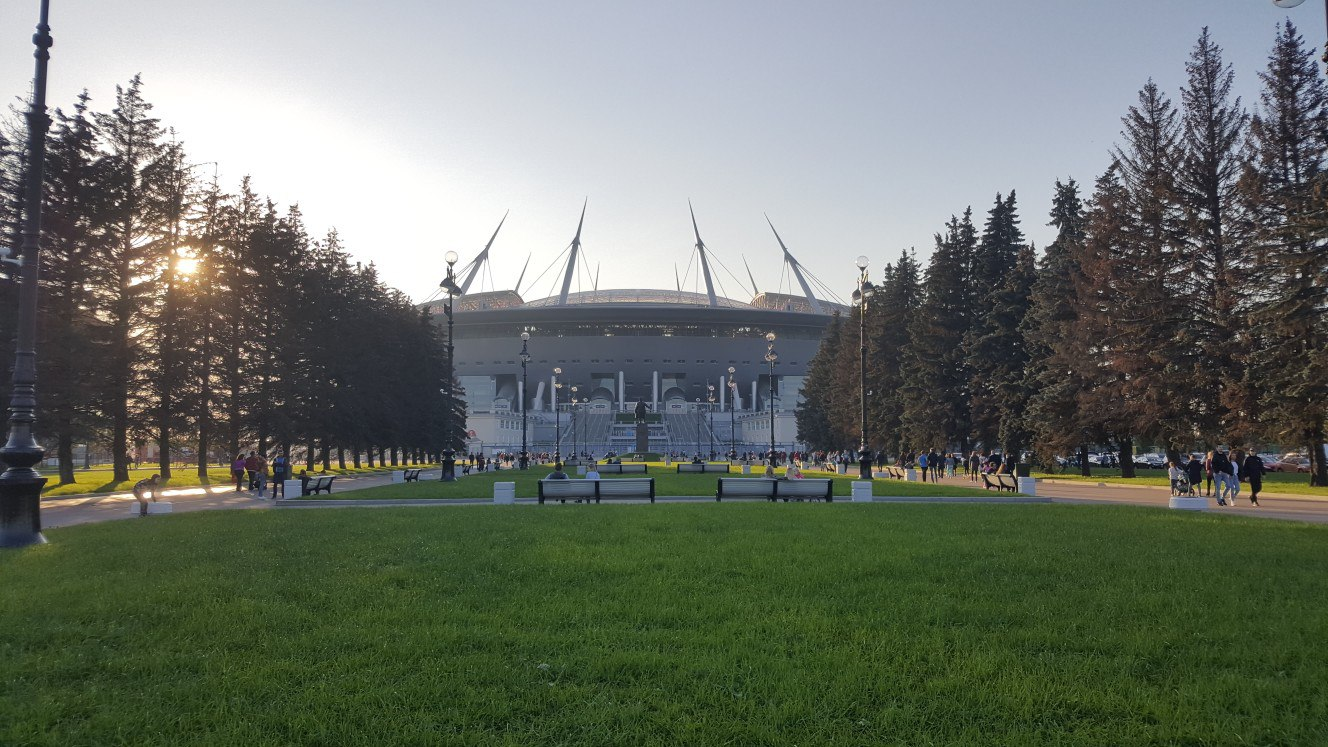
Stadio visto dal viale che conduce all'ingresso.